# دریایی‌ها
شعرهای دریایی:گزیدهٔ شعرهای ۱۳۴۰ تا ۱۳۴۴ یا دریایی‌ها مجموعه شعری است از یدالله رؤیایی. این کتاب که دومین مجموعهٔ شعر یدالله رؤیایی بود، در سال ۱۳۴۴ توسط انتشارات مروارید و در ۱۰۸ صفحه در تهران به چاپ رسید.
رؤیایی نخستین شاعری بود که به‌طور آگاهانه و پی‌گیر از فرم در شعر سخن گفت و با پشتکار فراوان توانست دومین مجموعهٔ شعرش را تا حد زیادی به زیبایی‌شناسی مورد نظرش برساند و اثری ارائه دهد که به‌کلی با کتاب نخستینش متفاوت باشد.
دریایی‌ها اگرچه مخالفت و موافقت فراوانی در پی داشت، ولی این صف‌بندی‌ها تغییری در این واقعیت نمی‌داد که دریایی‌ها نوشته‌هایی آگاهانه‌است. رؤیایی بعدها تحت تأثیر مکتب غیرمتعهد شعر موج نو مکتب ضدتعهد شعر حجم را بنیان نهاد که در واقع «موج نو به‌سامان‌رسیده» در آن سال‌ها بود.

## نمونه شعر
دریایی ۳
سکوت، دسته‌گلی بود

میان حنجرهٔ من

ترانهٔ ساحل،

نسیم بوسهٔ من بود و پلک باز تو بود.

بر آب‌ها پرندهٔ باد،

میان لانهٔ صدها صدا پریشان بود،

بر آب‌ها،

پرنده، بی‌طاقت بود.

صدای تندر خیس،

و نور، نورِ ترِ آذرخش،

در آب آینه‌ای ساخت

که قاب روشنی از شعله‌های دریا داشت.

نسیم بوسه و

پلک تو و

پرندهٔ باد،

شدند آتش و دود

میان حنجرهٔ من،

سکوت دسته‌گلی بود.

## پی‌نوشت
1. ↑  جواهری گیلانی، تاریخ تحلیلی شعر نو، ۳:‎ ۲۲۹.
2. ↑  جواهری گیلانی، تاریخ تحلیلی شعر نو، ۳:‎ ۲۲۹.
3. ↑  جواهری گیلانی، تاریخ تحلیلی شعر نو، ۳:‎ ۲۲۹.
4. ↑  جواهری گیلانی، تاریخ تحلیلی شعر نو، ۳:‎ ۲۲۹.
5. ↑  جواهری گیلانی، تاریخ تحلیلی شعر نو، ۳:‎ ۲۲۹.
6. ↑  جواهری گیلانی، تاریخ تحلیلی شعر نو، ۳:‎ ۲۳۰.